# إظهار المغازلة

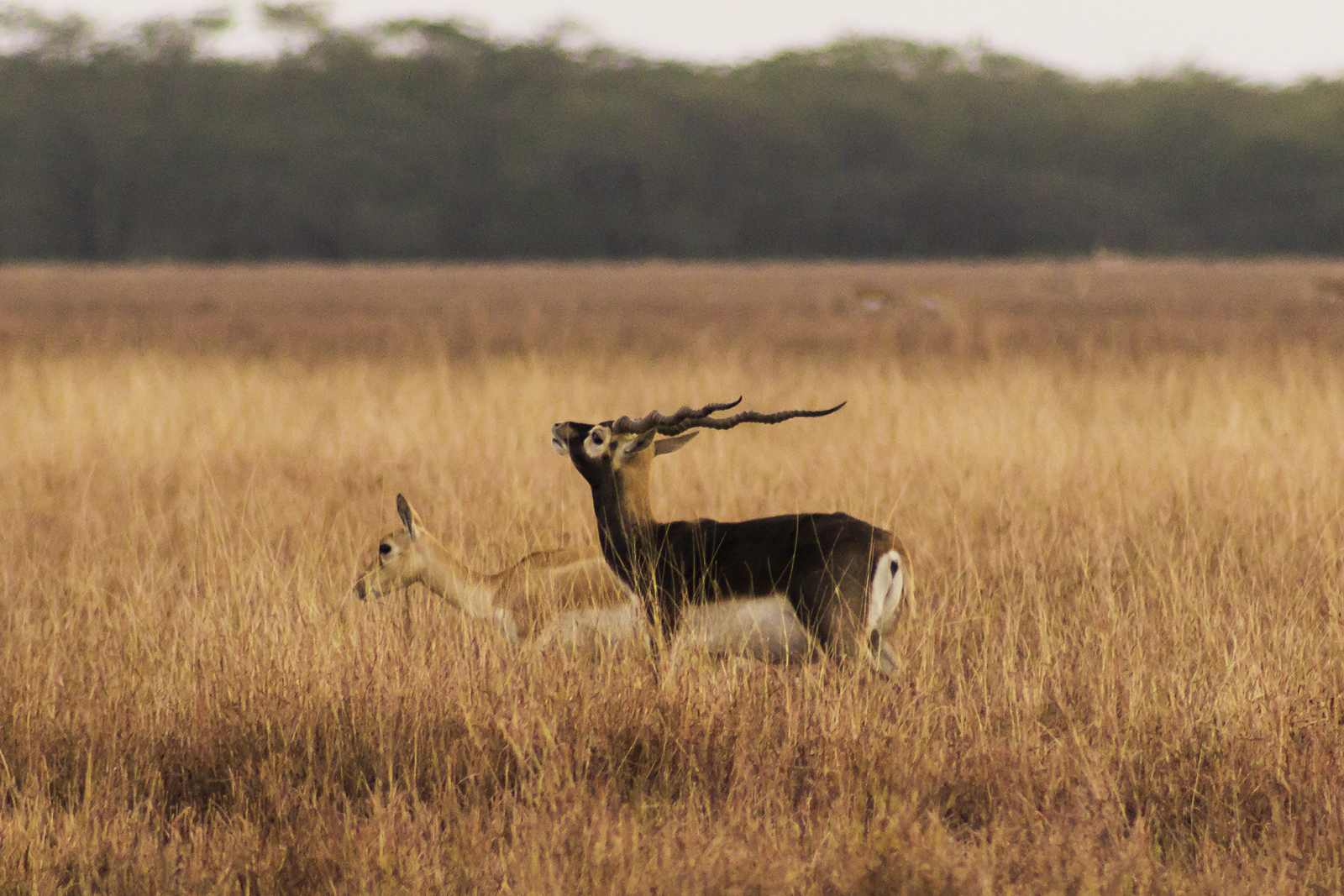
ذكر الظبي الأسود يغازل أنثى

إظهار المغازلة هي مجموعة من سلوكيات العرض التي يحاول من خلالها الحيوان، عادةً الذكر، جذب رفيقة، حيث يمارس الرفيق الاختيار، لذا فإن الاختيار الجنسي يعمل على العرض. غالبًا ما تتضمن هذه السلوكيات حركات طقسية " رقصات "، أو نطقًا صوتيًا ، أو إنتاجًا ميكانيكيًا للصوت، أو عروضًا للجمال، أو القوة، أو القدرة على المواجهة. 

## عرض الذكور
في بعض الأنواع، يقوم الذكور بأداء حركات طقوسية لجذب انتباه الإناث. على سبيل المثال، يُظهر ذكر طائر الجنة ذو الريش الستة طقوس التودد عبر "رقصة باليه" مميزة، ويعتمد في عرضه على الريش القذالي والثدي الفريد، مما يحفز النظام البصري لدى الإناث. أما في حالة ذبابة الفاكهة تحت الغامضة، فإن الذكور يعرضون توددهم من خلال حركات مقصية معقدة وتجاوزات سريعة. تؤدي هذه التحفيزات، بالإضافة إلى عوامل أخرى، إلى حدوث الجماع أو الرفض اللاحق.
في الأنواع الأخرى، قد يُظهر الذكور عروض مغازلة تعمل كتحفيز بصري وسمعي. على سبيل المثال، يقوم ذكر طائر الطنان آنا وطائر الطنان كاليوبي بأداء نوعين من عروض المغازلة التي تتضمن مزيجًا من العرض البصري والصوتي، عرض المكوك الثابت وعرض الغوص. عند المشاركة في عرض المكوك الثابت، يعرض الذكر طوقًا واسعًا ويحوم أمام الأنثى، ويتحرك من جانب إلى آخر أثناء تدوير جسمه وذيله. تنتج الحركات الإيقاعية لأجنحة الذكر صوت طنين مميز. عند إجراء عرض الغوص، يرتفع الذكر عادة 20-35 متر تقريبًا في الهواء ثم يتحول فجأة وينزل بطريقة تشبه الغوص. عندما يطير الذكر فوق الأنثى، فإنه يدير جسمه وينشر ريش ذيله، الذي يرفرف ويتصادم ليصدر صوتًا قصيرًا طنينيًا.

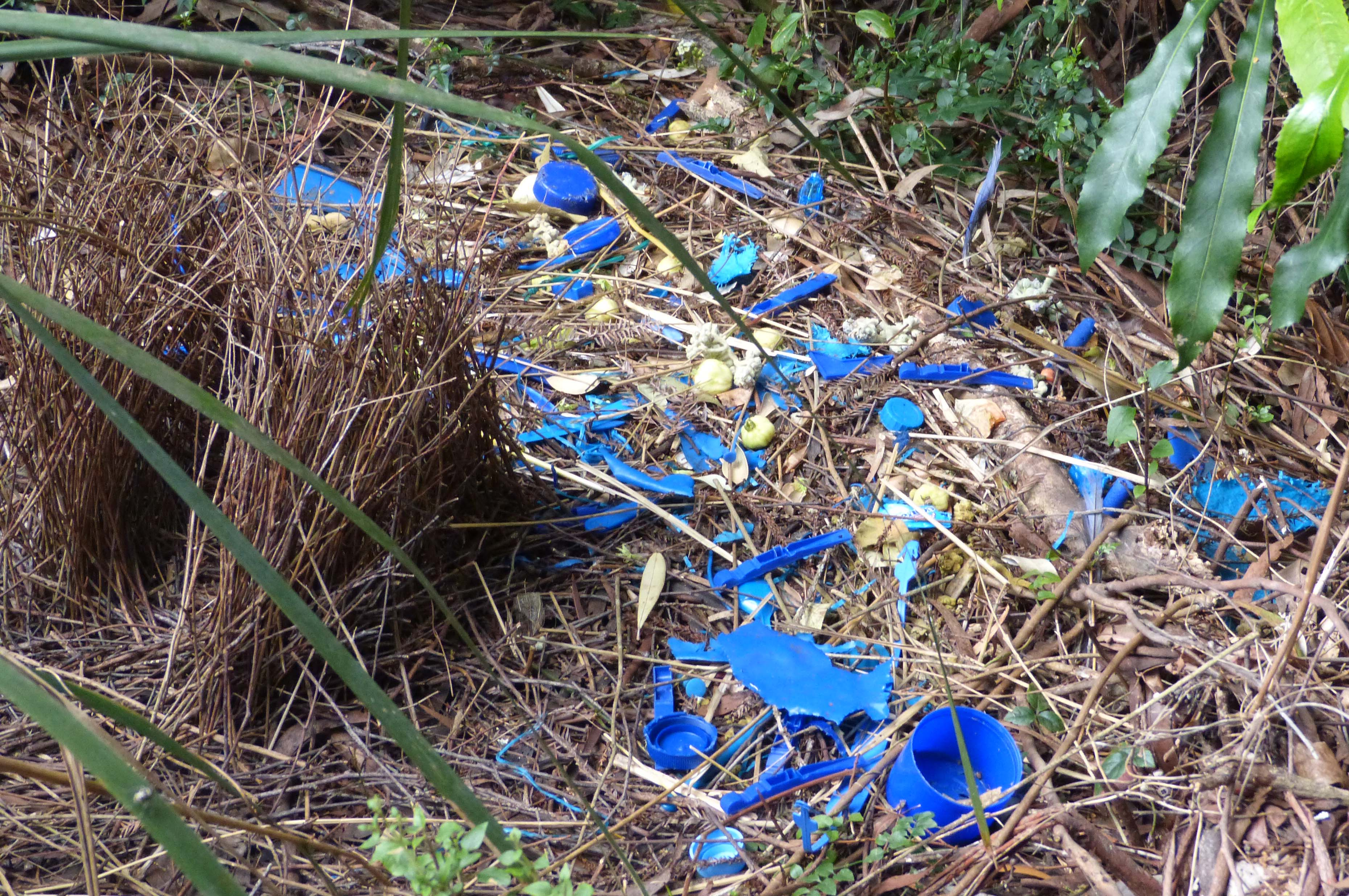
ذكر طائر التعريشة الساتان يبني كوخ لجذب الأنثى

بالإضافة إلى ذلك، تحاول بعض الحيوانات جذب الإناث من خلال بناء وتزيين هياكل فريدة من نوعها. يمكن رؤية هذه التقنية في طائر التعريشة الساتان في أستراليا، حيث يقوم الذكور ببناء وتزيين هياكل تشبه العش تسمى "التعريشات". يتم تزيين المظلات بأشياء زاهية وملونة، عادةً ما تكون زرقاء اللون لجذب وتحفيز الإناث الزائرات. كما يكون الذكور الذين يحصلون على أكبر عدد من الأوسمة أكثر نجاحًا في التزاوج.

ذكر عنكبوت الطاووس يظهر أسلوبه بالمغازلة

في بعض الأنواع الأخرى، يبدأ الذكور طقوس الخطوبة فقط بعد جماع الأنثى. قد تستمر المغازلة حتى بعد انتهاء الجماع. في هذا النظام تكون قدرة الأنثى على اختيار شريكها محدودة. هذه العملية المعروفة باسم المغازلة التزاوجية، شائعة في العديد من أنواع الحشرات. في بعض أنواع الحشرات، يبدأ الذكر بعروض المغازلة في عملية الانتقاء الجنسي قبل التزاوج. يتيح العرض للذكر عرض سماته أو قدراته للأنثى. في هذا السياق، يعتمد اختيار الشريك على الإناث، فالفوائد المباشرة أو غير المباشرة التي تعود على الأنثى غالبًا ما تحدد الذكور الذين ينجبون والذين لا ينجبون.
كما يمكن أن تعود فوائد مباشرة على الأنثى أثناء عروض المغازلة الذكرية. يمكن للإناث رفع مستوى لياقتها البدنية إذا استجابت لسلوك المغازلة. على سبيل المثال، فإن اختيار التزاوج مع الذكور الذين ينتجون إشارات محلية يتطلب طاقة أقل بالنسبة للأنثى أثناء بحثها عن رفيق. قد يتنافس الذكور من خلال فرض تكاليف تزاوج أقل على الأنثى أو حتى تقديم مساهمات مادية أو ذرية للأنثى. أما الفوائد غير المباشرة هي الفوائد التي قد لا تؤثر بشكل مباشر على لياقة الوالدين ولكنها بدلاً من ذلك تزيد من لياقة النسل. بما أن نسل الأنثى سوف يرث نصف التطابق الجيني من نظيره الذكر، فإن السمات التي رأتها جذابة سوف تنتقل، مما يؤدي إلى إنتاج ذرية مناسبة. في هذه الحالة، قد يتنافس الذكور أثناء فترة الخطوبة من خلال إظهار السمات المرغوبة لنقلها إلى الأبناء.

## عرض الإناث
يعتبر إظهار المغازلة لدى الإناث أقل شيوعًا في الطبيعة حيث يتعين على الأنثى استثمار قدر كبير من الطاقة في السمات المبالغ فيها وفي الأمشاج باهظة الثمن. مع ذلك، فإن المواقف التي يكون فيها الذكور هم الجنس الانتقائي جنسياً، يمكن أن ينشأ اختيار الذكور في التكاثر إذا كان الذكور هم الجنس في الأنواع التي تعاني من نقص في العرض. على سبيل المثال، إذا كان هناك تحيز للإناث في نسبة الجنس التشغيلية. قد ينشأ هذا في أنظمة التزاوج حيث يتطلب التكاثر طاقة كبيرة بالنسبة للذكور. يمكن أن تشمل تكاليف الطاقة هذه الجهد المبذول في الحصول على هدايا الزواج للأنثى أو القيام بمغازلة طويلة أو سلوكيات التزاوج. هذا قد يأتي بالتكلفة الإضافية لهذه الاستثمارات في الوقت والطاقة في شكل زيادة معدلات الوفيات بين الذكور، مما يزيد الضغوط على الذكور الذين يحاولون الإنجاب.
في سمك الأنابيب، تستخدم الإناث زينة مؤقتة، وهي نمط مخطط، لجذب الذكور وترهيب الإناث المنافسات. في هذه الحالة، طورت أنثى أحد الأنواع إشارة جنسية مختارة تؤدي وظيفة مزدوجة تتمثل في جذب الأزواج وردع المنافسين.

## معالجة الإشارات متعددة الوسائط
تشارك العديد من أنواع الحيوانات في نوع ما من عروض المغازلة لجذب رفيقة، مثل الرقص، وإصدار الأصوات، والعروض الجسدية. مع ذلك، فإن العديد من الأنواع لا تقتصر على أحد هذه السلوكيات فقط. إن الذكور من نفس النوع عبر العديد من التصنيفات يصدرون إشارات معقدة متعددة المكونات لها تأثير على أكثر من نمط حس واحد، والمعروفة أيضًا باسم الإشارات متعددة الأنماط. هناك فرضيتان رائدتان حول الأهمية التكيفية لمعالجة الإشارات متعددة الوسائط. تنص فرضية الرسائل المتعددة على أن كل إشارة يبديها الذكر تساهم في تشكيل تصور الشريك المحتمل لهذا الذكر. كما يرسل إشارات مكررة حيث تعمل كل إشارة إضافية كخطة احتياطية للذكر في حالة حدوث خطأ في الإشارة. هنا يقوم الجنس الانتقائي بتقييم سمة واحدة فقط، أو اثنتين، من السمات في وقت معين عند تفسير الإشارات المعقدة من الجنس الآخر. بدلاً من ذلك، قد يحاول الجنس الانتقائي معالجة جميع الإشارات مرة واحدة لتسهيل تقييم الجنس الآخر

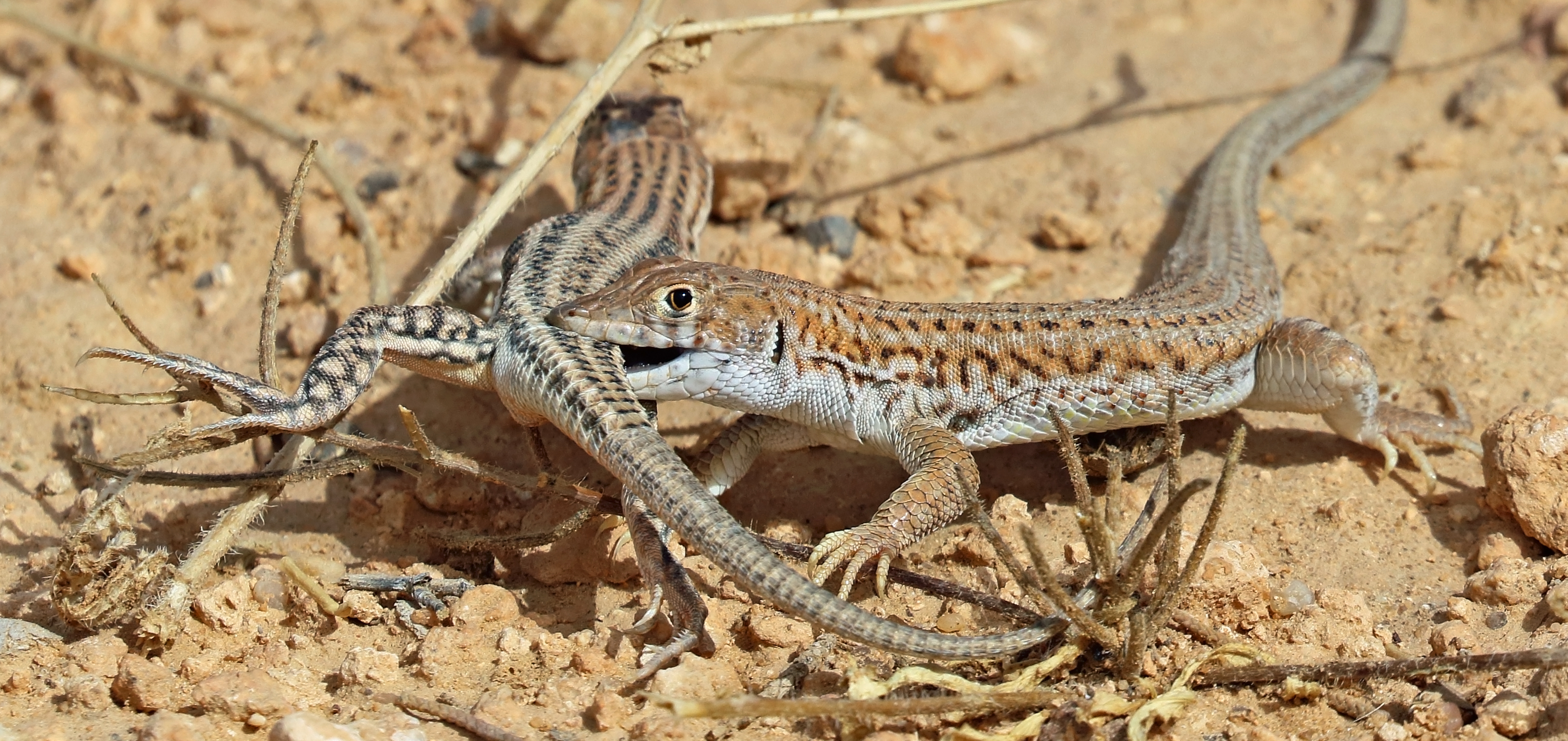
سحلية البوسك في وضع مغازلة

يُعتقد أن عملية الإشارة متعددة الوسائط تساعد في تسهيل عملية الخطوبة في العديد من الأنواع. أحد الأنواع التي يُرى فيها أن الإشارات متعددة الوسائط تعمل على تحسين نجاح التزاوج هو ضفدع الشجر الأمريكي الأخضر. قد تستخدم العديد من البرمائيات عديمة الذنب، مثل ضفدع الشجرة الأخضر، الإشارات البصرية بالإضافة إلى الإشارات السمعية لزيادة فرصها في إثارة إعجاب شريكها. عندما تم الحفاظ على تساوي نداءات ضفادع الأشجار، تم تحديد أن الإناث تميل إلى تجاهل الحافز السمعي فقط لصالح الذكور الذين يجمعون بين الإشارات المتعددة الوسائط السمعية أو البصرية. لقد تبين أن إناث ضفادع الأشجار الخضراء تفضل عندما يقترن الذكور بالعرض البصري مع التواصل السمعي، وخلصت الدراسة إلى أن ذكور ضفادع الأشجار الخضراء التي يمكن الوصول إليها بصريًا يمكن أن تزيد من احتمالية نجاح التزاوج.
يتميز عنكبوت الطاووس الطائر بتنوعها الجنسي بشكل استثنائي في المظهر وسلوك الإشارة. أثناء فترة الخطوبة، يتنافس ذكور العناكب الطاووسية باستخدام كل من العروض البصرية والإشارات الاهتزازية للتواصل بين الجنسين. بسبب الاختيار الجنسي المكثف لدى ذكور العناكب الطاووسية، فإن النجاح التناسلي للفرد يعتمد بشكل كبير على قدرة العنكبوت الذكر على الجمع بين العروض البصرية والاهتزازية أثناء المغازلة. يقدم الجمع بين هذه العروض في المغازلة الدعم لكل من فرضية الإشارة المكررة والرسائل المتعددة لتطور الإشارات متعددة الوسائط في الأنواع. لا تقتصر الإشارات متعددة الوسائط على الذكور. تمتلك الإناث في بعض الأنواع أكثر من سمة أو خاصية تستخدمها في عرض التودد لجذب الشركاء. في الذباب الراقص، تمتلك الإناث حليتين ، أكياس بطن قابلة للنفخ وقشور ريشية تستخدمهما كعروض للتودد في أسراب التزاوج. يتم اختيار الاختلافات المتوسطة لهذه الزخارف الخاصة بالإناث جنسيًا بواسطة ذكور ذباب الرقص في التجمعات البرية. قد تكون هذه الحلي أيضًا إشارة إلى ارتفاع الخصوبة عند الإناث.

## العرض المتبادل
في كثير من الأحيان، يقوم الذكور والإناث بأداء عروض مغازلة متزامنة أو متجاوبة بطريقة متبادلة. بالنسبة للعديد من الأنواع التي تتزوج بشكل أحادي اجتماعيًا مثل الطيور، فإن ثنائياتهم تسهل الطمأنينة قبل التزاوج للترابط الزوجي وتعزز التفاني بعد التزاوج لتنمية النسل على سبيل المثال، الغطاس ذو القمة الكبيرة. كما يتبادل طائر الأوكليت الذكر والأنثى، النحيب مع بعضهما البعض كشكل صوتي للعرض المتبادل الذي يعمل على تقوية الرابطة بينهما. في بعض الحالات، قد يتحد الذكور لأداء عروض تعاونية متبادلة من أجل زيادة نجاح المغازلة وجذب الإناث. يمكن رؤية هذه الظاهرة في الماناكينات طويلة الذيل.

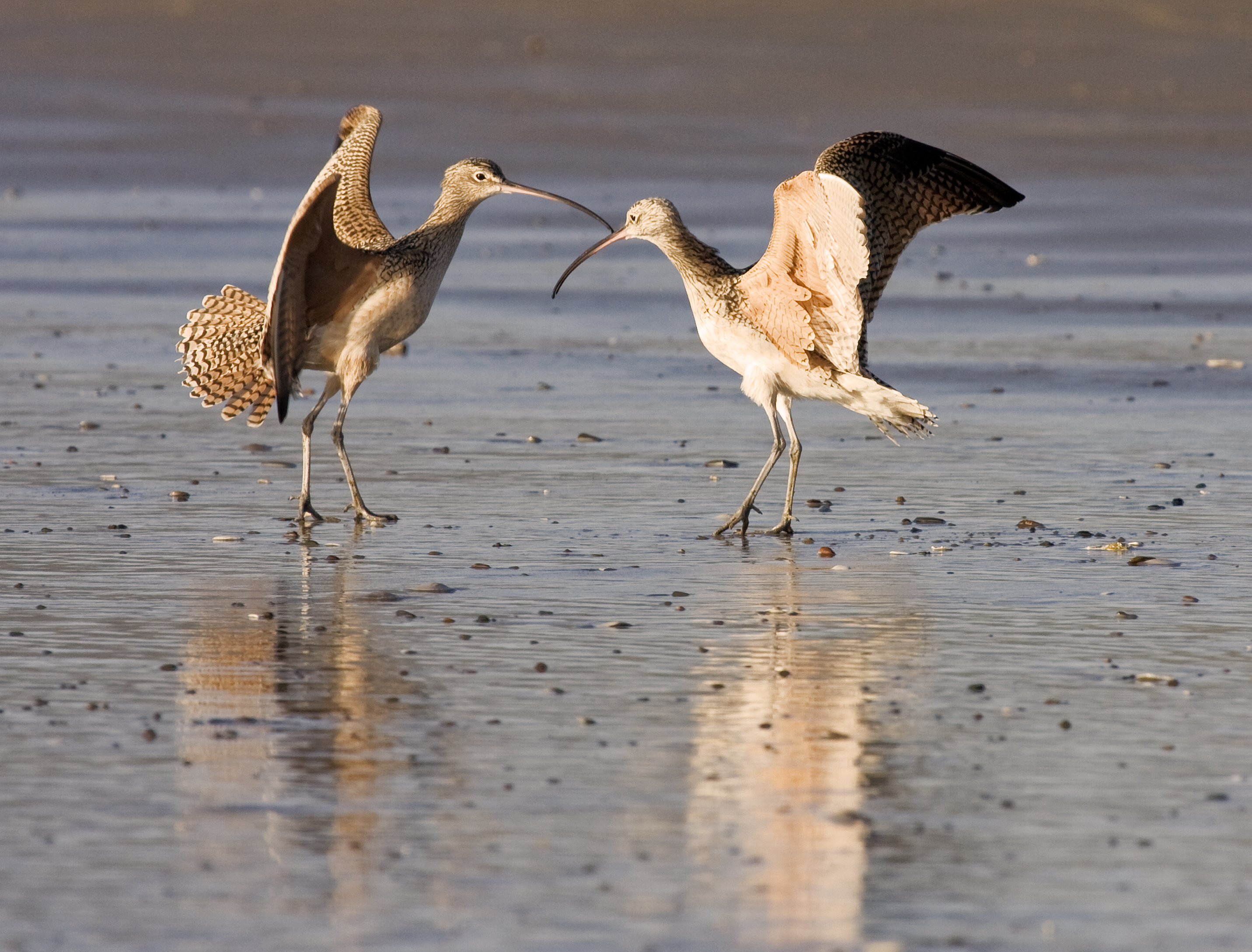
ذكر وأنثى طائر الكروان طويل المنقار في عرض مغازلة متبادل

تشارك الديوك الرومية البرية أيضًا في عروض تعاونية حيث تعمل مجموعات صغيرة من الذكور، عادةً الإخوة معًا لجذب الإناث وردع الذكور التنافسيين الآخرين. في كثير من الحالات، يتزاوج ذكر واحد فقط ضمن المجموعة، وعادة ما يكون الذكر المهيمن. لتفسير هذا السلوك، تشير نظرية هاملتون في اختيار الأقارب إلى أن الذكور التابعين يحصلون على فوائد غير مباشرة من خلال مساعدة الذكور المرتبطين بهم على التزاوج بنجاح.

## الزخارف الجنسية
يمكن أن تساعد الزخارف الجنسية في زيادة الجاذبية  وتشير إلى الجينات الجيدة ومستويات اللياقة البدنية الأعلى. عند التعرض لصفات ذكورية مبالغ فيها، قد تستجيب بعض الإناث بزيادة الاستثمارات الأمومية. على سبيل المثال، ثبت أن إناث الكناري تنتج بيضًا أكبر وأكثر كثافة استجابة لإنتاج الأغاني الخارقة للذكور.

## الصراع الجنسي
الصراع الجنسي هو الظاهرة التي لا تتطابق فيها مصالح الذكور والإناث في التكاثر، فهي غالبًا ما تكون مختلفة تمامًا: 
- الذكور: اهتمامهم ينصب على التزاوج مع عدد كبير من الإناث المخلصات تمامًا، وبالتالي نشر جيناتهم على نطاق واسع في جميع أنحاء السكان.
- الإناث: مصلحتها هي التزاوج مع عدد كبير من الذكور الأصحاء، وبالتالي إنتاج كمية كبيرة من النسل الأصحاء والمتنوعين.

تسمح عروض المغازلة للشريك الذي يقوم بالاختيار بأن يكون لديه وسيلة يستند إليها في اتخاذ قرار التزاوج. إذا اختارت الأنثى أكثر من ذكر، فإن المنافسة على الحيوانات المنوية تأتي إلى حيز التنفيذ. هذه هي المنافسة بين الحيوانات المنوية لتخصيب البويضة، وهي تنافسية للغاية حيث أن حيوانًا منويًا واحدًا فقط سيحقق الاتحاد. في بعض الحشرات، يقوم الذكر بحقن خليط من المواد الكيميائية في السائل المنوي مع الحيوانات المنوية. تعمل المواد الكيميائية على قتل الحيوانات المنوية الأكبر سناً من أي أزواج سابقين، وتنظم معدل وضع البيض لدى الأنثى، وتقلل من رغبتها في التزاوج مرة أخرى مع ذكر آخر. كما يؤدي هذا الكوكتيل إلى تقصير عمر الأنثى، مما يقلل أيضًا من احتمالية تزاوجها مع ذكور آخرين. كما يمكن لبعض الإناث التخلص من الحيوانات المنوية للذكر السابق.
بعد أن تتم عملية التزاوج، يقوم الذكور بإجراءات مختلفة لمنع الإناث من التزاوج مرة أخرى. يعتمد الإجراء الذي يتم إجراؤه على الحيوان. مثلاً يقوم الذكر بإنتاج سدادة تزاوج بعد التلقيح. في بعض غشائيات الأجنحة، ويوفر الذكر كمية كبيرة من الحيوانات المنوية، تكفي الأنثى طوال حياتها. في بعض الطيور والثدييات، قد يشارك الذكر في سلوكيات عدائية مع ذكور مرشحين آخرين.

## السلوك العدواني والخطوبة
على الرغم من ندرة حدوث سلوك عدواني بين الذكور والإناث أثناء عروض المغازلة، إلا أنه من الممكن رؤيته في الطبيعة. إن السلوك العدواني داخل النوع الذي يؤدي إلى وفاة المقاتل أمر نادر بسبب الخطر المصاحب للوفاة أو الإصابة. مع ذلك، فإن السلوك العدواني الذي يتحول إلى سلوك خطير ممكن حدوثه.
في بعض الأنواع، قد تُستخدم السمات الجسدية التي يتم اختيارها جنسيًا لعروض المغازلة الذكورية أيضًا في السلوك العدائي بين ذكرين للحصول على رفيقة. في سرطان الكمان، تم اختيار الذكور جنسياً ليكون لديهم مخلب واحد متضخم، والذي يمكن أن يشغل أي مكان من ثلث إلى نصف إجمالي كتلة الجسم، ومخلب واحد عادي. على الرغم من الاعتقاد بأن المخلب الموسع قد تطور لاستخدامه في القتال للدفاع عن الأراضي، ومع ذلك يمكن أن يستخدمه الذكر في المعركة من أجل رفيقة. على الرغم من أن هذا المخلب تطور كسلاح، إلا أنه يرتبط ارتباطًا وثيقًا بعرض مغازلة السرطانات، حيث يتم التلويح به بنمط معين لجذب الإناث للتزاوج.
لا يقتصر السلوك العدواني في عروض المغازلة على التفاعلات بين الذكور. في العديد من أنواع الرئيسيات، يوجه الذكور سلوكًا عدوانيًا نحو الإناث قبل سلوكيات المغازلة، يمكن أن يشمل هذا السلوك إصدار أصوات عدوانية، وعدوان جسدي. في غوريلا غريبة، يظهر الذكور المهيمنون سلوكًا عدائيًا تجاه الغوريلات الإناث بمعدلات عالية جدًا، حيث تكون غالبية هذه التفاعلات متعلقة بالمغازلة. معظم الحالات الموثقة لعدوان ذكر الغوريلا تجاه الإناث مرتبطة بالمغازلة وتستخدم في المقام الأول كاستراتيجية لمنع الإناث من الهجرة إلى ذكر آخر. في كثير من الحالات، فإن عروض المغازلة الذكورية تتسبب في تطوير أشكال من المنافسة التنافسية. يُرى هذا غالبًا في أنظمة تزاوج الليك. على سبيل المثال، سوف يسعى الذكور إلى الحصول على مكان أو وضع معين لأداء عرض المغازلة الخاص بهم. أفضل الأماكن هي المناطق ذات الصراع الشديد حيث يرغب العديد من الذكور في الحصول عليها لأنفسهم. بسبب هذا الصراع المباشر، فإن الصراعات العدائية  تعتبر اللقاءات بين الذكور شائعة إلى حد ما.

## فترة الخطوبة الممتدة
تسبق عملية التزاوج فترة مغازلة في العديد من أنظمة التزاوج لدى الحيوانات. خلال هذه الفترة تختار الحيوانات الناضجة جنسياً شركائها للتكاثر. فترة الخطوبة هذه، والتي تتضمن عروضًا لجذب شريك من قبل أحد أفراد نوع ما، تكون قصيرة عادةً، وتستمر من 15 دقيقة إلى بضعة أيام. ومع ذلك، قد تخضع بعض الحيوانات لفترة مغازلة ممتدة، تستمر لمدة تصل إلى شهرين. من بين هذه الاستثناءات طائر بطريق إمبراطور. يدخل طيور البطريق الإمبراطور في فترة مغازلة ممتدة يمكن أن تستمر لمدة تصل إلى شهرين، وهي الأطول بين طيور البحر القطبي الشمالي. تمثل فترة الخطوبة لديهم 16% من إجمالي الوقت الذي يقضونه في التكاثر، بينما في أقرب أقربائهم بطريق ملك، تستغرق فترة الخطوبة ثلاثة في المائة فقط من دورة تكاثرهم.

## الطاقة والجهد في العرض
تتضمن عروض المغازلة عادةً نوعًا من التكلفة الأيضية للحيوان الذي يقوم بها. يمكن أن تختلف الطاقة المبذولة لأداء سلوك المغازلة بين الأنواع. تشارك بعض الحيوانات في عروض لا تتطلب سوى القليل من الطاقة، كما هو الحال في السمندل. في ظل الظروف المعملية، فإن سلوكيات المغازلة في هذا النوع، على الرغم من تعقيدها وإشراكها في إطلاق الفيرومونات، تمثل ما يقرب من واحد في المائة من السعرات الحرارية اليومية التي يتناولها.

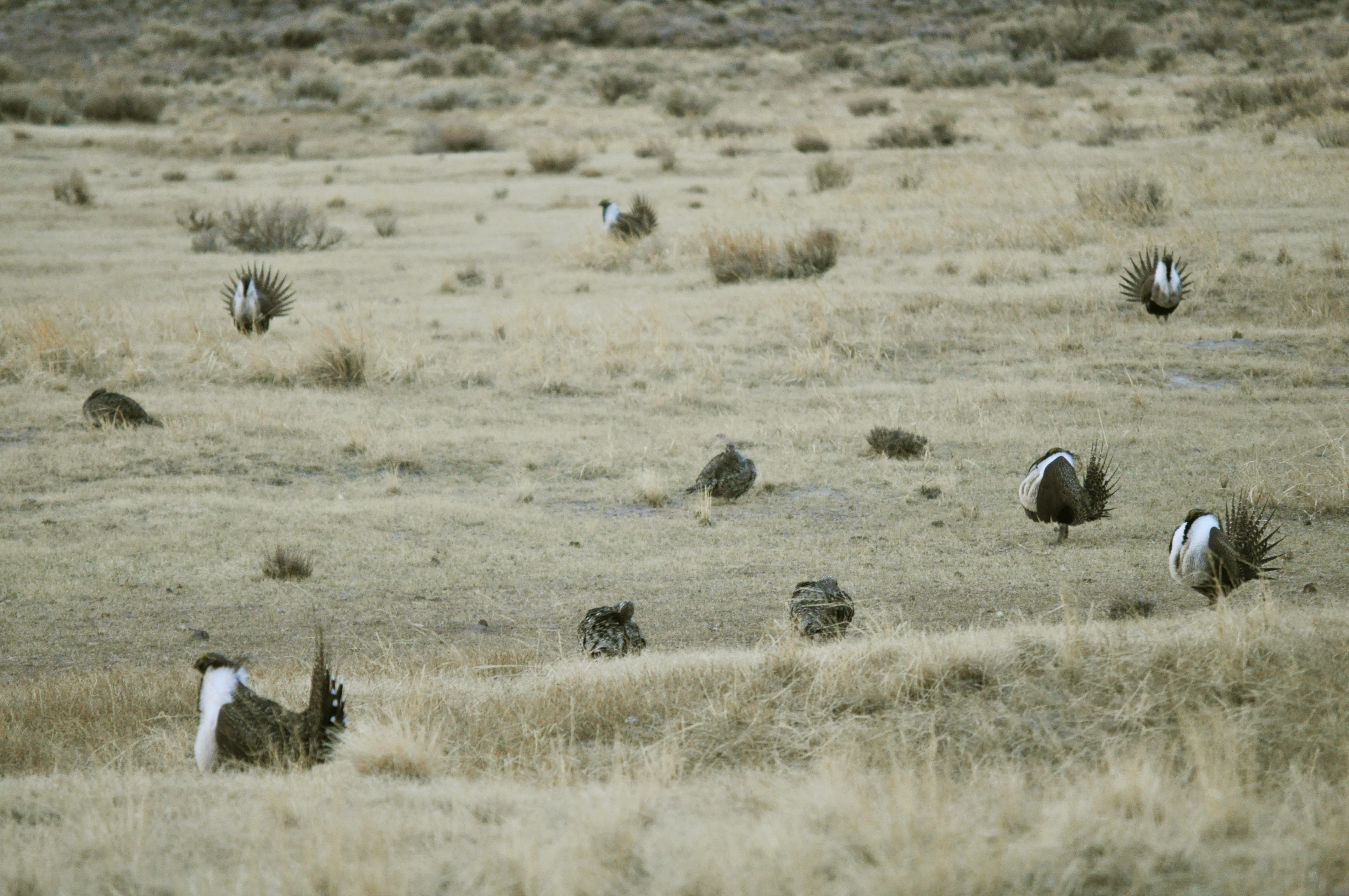
ذكر طائر البندق الكبير يؤدي عرض تبختر أمام إناث الطائر الزائرات

على النقيض من ذلك، فإن الأنواع التي تشارك في عروض مطولة أو معقدة تنفق كميات كبيرة من الطاقة وتتعرض لخطر الإصابة بالتعب. للتحضير لمثل هذه المخاطر ومنعها، قد تكتسب بعض الحيوانات وزنًا قبل فترة الخطوبة، ثم تفقد الوزن بعد ذلك. يمكن رؤية مثال على ذلك طيهوج حكيم كبير. خلال ذروة موسم التكاثر، والذي يستمر لمدة تصل إلى ثلاثة أشهر خلال فصل الربيع، يتم زيارة الأكواخ بشكل متكرر من قبل مجموعات يصل عددها إلى سبعين أنثى. ردًا على هذا الوجود الكبير للإناث، يشارك الذكور في عرض التبختر ما يصل إلى ست إلى عشر مرات في الدقيقة  لمدة ثلاث إلى أربع ساعات تقريبًا في اليوم. يمكن أن يؤدي هذا السلوك المتكرر إلى إنفاق طاقة يصل إلى 2524 كيلوجول / يوم مقارنة بالذكور غير النشطين الذين ينفقون عادة 1218 كيلوجول / يوم.

## العوامل البيئية
تؤثر العوامل البيئية المختلفة، مثل درجة الحرارة، وفترة الضوء، وتوافر الموارد، على توقيت وفعالية عروض المغازلة في أنواع معينة من الحيوانات. في أسماك الجوبي غبي (سمك)، يلعب التنوع في بيئة الضوء دورًا كبيرًا في قدرتها على جذب الأزواج. يغير ذكور الجوبي "نمط مغازلتهم"، سواء كانوا يؤدون عرض مغازلة كامل أو يحاولون الانخراط في تزاوجات خفية، والابتعاد عن الإناث مع تغير شدة الضوء. يختلف نمط المغازلة أيضًا وفقًا لطيف الضوء ويرتبط بخطر الافتراس. في المتوسط، يبحث ذكور أسماك الجوبي عن البيئة التي يكون فيها نمط لونهم هو الأكثر وضوحًا ويقضون وقتًا أطول فيها.

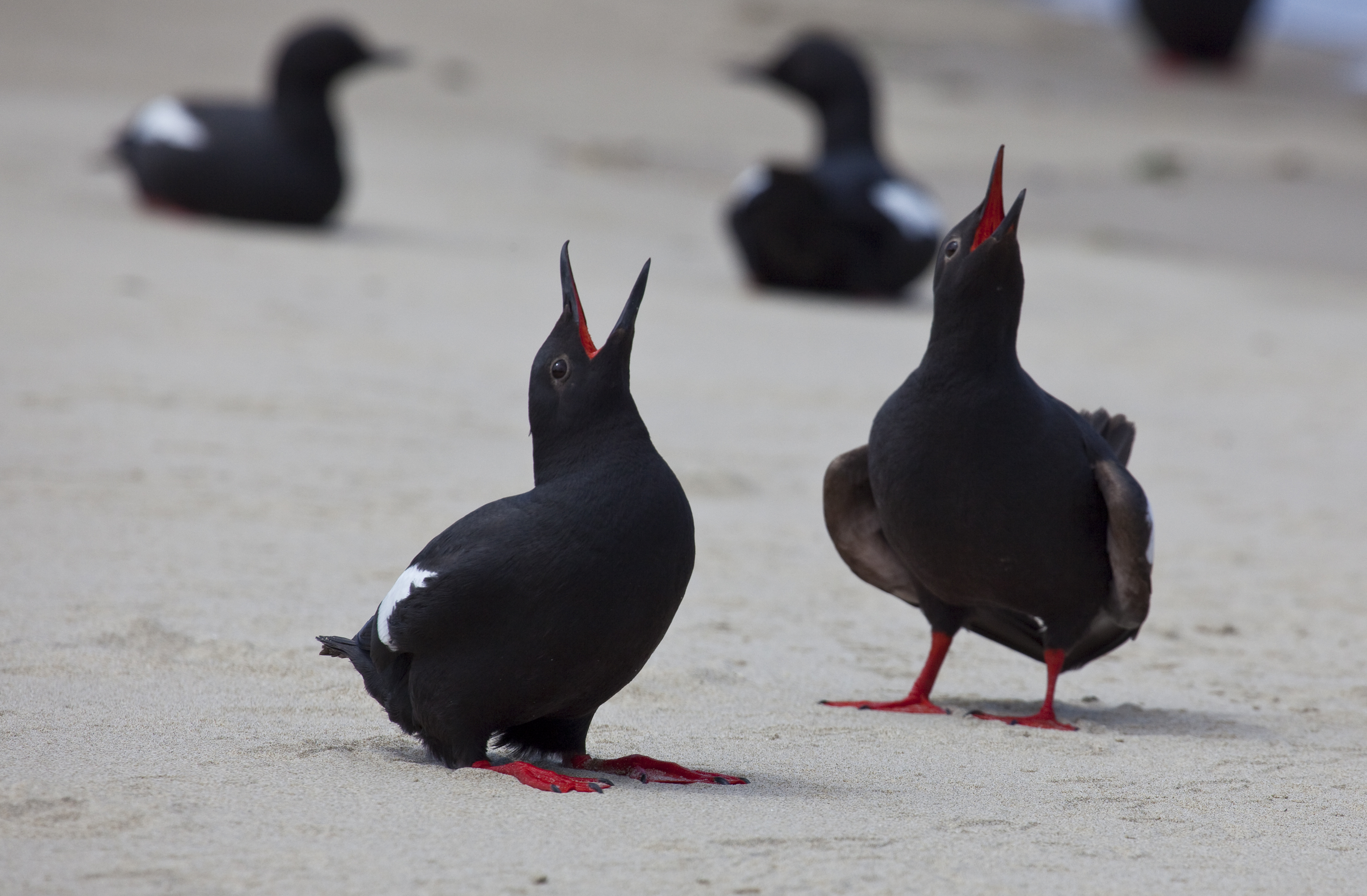
ذكر وأنثى حمامة الغلموت في عرض مغازلة متبادل

في طيور البطريق الإمبراطور، يحدد توفر الموارد متى سيكون ذكور طيور البطريق الإمبراطور قادرين على العودة إلى مناطق تكاثرهم لبدء طقوس الخطوبة الخاصة بهم. كلما زاد تركيز الموارد في مناطق التغذية الخاصة بهم، كلما تمكنوا من استعادة احتياطيات أجسامهم لفصل الشتاء بشكل أسرع، وكلما تمكنوا من العودة إلى مناطق تكاثرهم بشكل أسرع. إن العودة المبكرة إلى مناطق تكاثرها تؤدي إلى زيادة احتمالية العثور على شريك.

## الأهمية التطورية
هناك فرضيات متعددة حول كيفية تطور عروض المغازلة لدى الحيوانات، بما في ذلك نموذج فيشر الهارب وفرضية الجينات الجيدة. كما يوضح نموذج فيشر، فإن الذكور الذين يمتلكون سمات جنسية ثانوية لافتة ومبالغ فيها قد يتعرضون لاختيار جنسي في الأنواع التي تعتمد الإناث فيها على هذا الاختيار. نتيجة لذلك، تزيد لياقة هؤلاء الذكور، مما يسهم في انتشار هذه السمات المميزة بين الذكور مع مرور الوقت. هذا يشير إلى أن جينًا أو مجموعة من الجينات قد تحظى بتفضيل الإناث تدريجيًا. بالتالي، يمكن أن يفسر هذا السبب وراء تطور مثل هذه السمات المعقدة داخل بعض الأنواع. مع مرور الزمن وتتابع الأجيال، قد تتضاءل ميزة البقاء المرتبطة بهذه السمات بسبب المبالغة الشديدة فيها، مما يؤدي إلى انخفاض في اللياقة البدنية.
تُشير فرضية "الجينات الجيدة إلى أن اختيار الأنثى للرفيق يعتمد على ما إذا كان الذكر يمتلك جينات قد تُحسن من جودة نسلها. في بعض الحالات، قد تكون الزينة المبالغ فيها لدى الذكور دلالة على اختيار الأنثى، حيث أن الذكر القادر على تخصيص موارد ضخمة لتطوير سمة قد تؤثر سلبًا على بقائه على قيد الحياة، من المرجح أن يكون حاملاً لجينات قوية. على سبيل المثال، قد تكون التكاليف المرتبطة بالريش اللامع والمعقد مرتفعة للغاية. في هذه الحالة، فإن الذكور الذين يمتلكون جينات قوية فقط هم القادرون على تحمل استثمار كبير في تطوير مثل هذه السمات، مما يعكس لياقتهم البدنية العالية.
أما البديل هو فرضية الاستغلال الحسي، التي تفترض أن التفضيلات الجنسية هي نتيجة لتحيزات حسية موجودة مسبقًا، مثل تلك الخاصة بالمحفزات الخارقة للطبيعة. قد يكون هذا هو الدافع وراء تطور عروض المغازلة.